# Alessandro Guimarães
Alessandro Ferreira Santos Guimarães, nascido em 3 de julho de 1995 em Bauru, é um ciclista brasileiro, membro da equipa São Francisco Saúde-SME Ribeirão Preto.

## Biografia
Em 2013, Alessandro Guimarães distingue-se ao nível nacional conquistando o posto de vice-campeão do Brasil em estrada juniores.
Em 2018, corre com as cores de uma equipa local do Rio de Janeiro. No mês de maio, termina segundo da Copa Hans Fischer, a cinco segundos do seu compatriota André Gohr, depois de ter-se imposto na segunda etapa.. Em 1 de julho, passa próximo de vencer e assegura o segundo lugar do campeonato do Brasil em estrada, em Maringá. Pouco tempo depois, participa na Volta Cidade de Guarulhos, onde se impõe na primeira etapa, depois a quinta etapa.
Em março 2019, consegue ao sprint a primeira etapa da Volta a Chiloé, no Chile.

## Palmarés
- 2013
  - 2.º do campeonato do Brasil em estrada juniores
- 2017
  - 3. ª etapa da Volta de Brusque
- 2018
  - 2. ª etapa da Copa Hans Fischer
  - 1.ª e 4. ª etapas da Volta Cidade de Guarulhos
  - 2.º da Copa Hans Fischer
  - 2.º do campeonato do Brasil em estrada
- 2019
  -     - 1.ª etapa da Volta a Chiloé

  - 2.º do campeonato do Brasil em estrada

## Classificações mundiais
| Ano              | 2018  | 2019  |
| UCI America Tour | 55.º. | 103.º |